# Nethuns

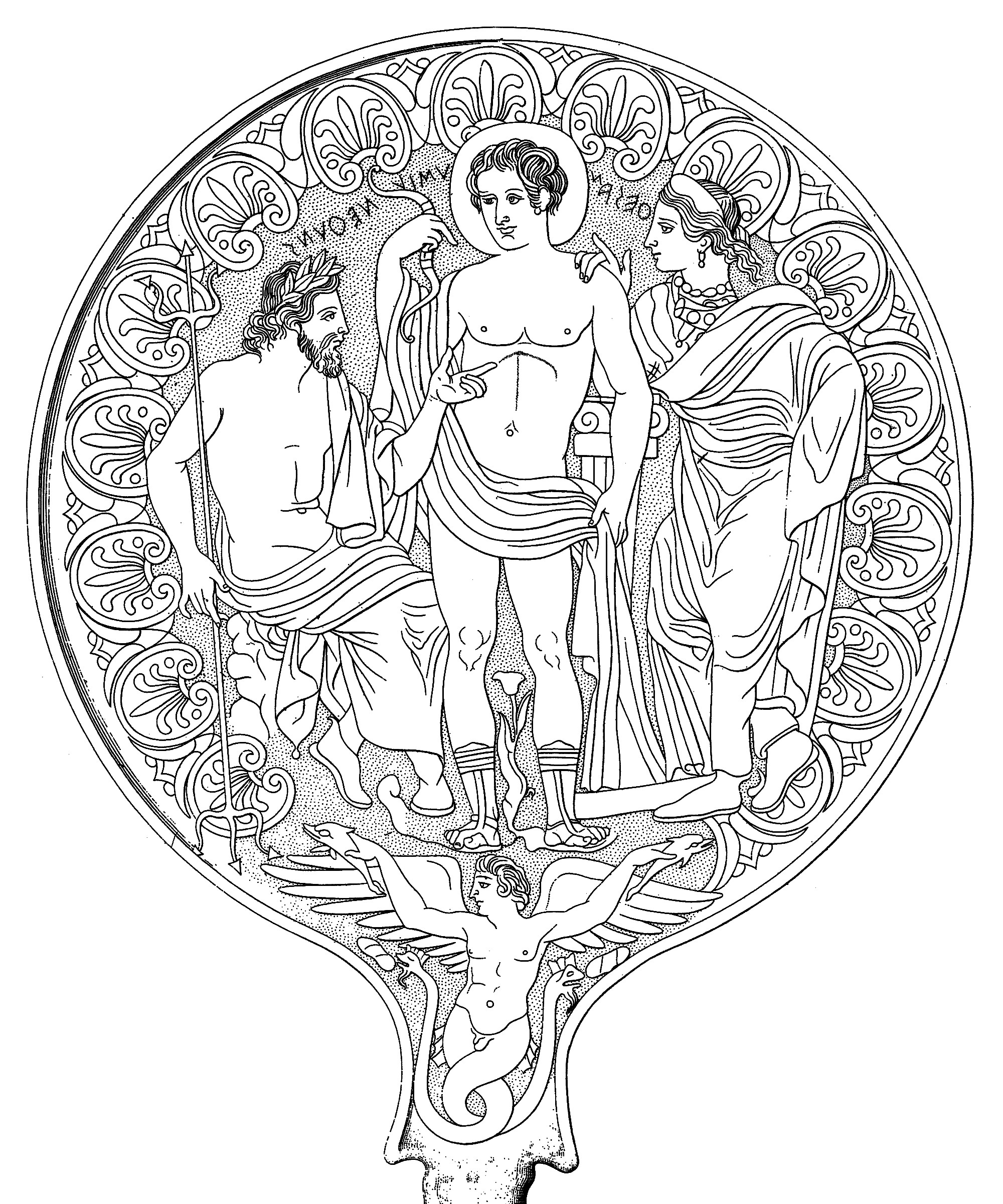
Espejo de bronce de Tuscania. De izquierda a derecha, Nethuns, Usil, Thesan. En la parte inferior, un demonio anguípedo alado que sostiene un delfín en cada mano. Museos Vaticanos, Museo Gregoriano Etrusco.

Nethuns, en la mitología etrusca, fue inicialmente, el dios de los pozos y las fuentes para más tarde ampliarse a todas las aguas, incluidas los mares.

## Etimología
El nombre 'Nethuns' probablemente esté relacionado con el del dios celta Nechtan y los dioses persas y védicos que comparten el nombre de Apam Napat, quizás todos basados en la palabra protoindoeuropea *népōts, 'sobrino, nieto'. En este caso, los etruscos pueden haber tomado prestado el nombre de la lengua itálica umbro *Nehtuns, derivándose probablemente de la raíz neptu-, que designa la humedad. que a su vez derivaría en el Neptuno romano, que originalmente era un dios del agua.

## Características
Nethuns era originalmente un dios etrusco de las aguas dulces, manantiales y arroyos, capaz de hacer brotar agua del suelo. Más tarde, a mediados del siglo IV a. C., su dominio se extendió paulatinamente a todas las aguas, incluidos los mares. Era hermano de Tinia, dios supremo etrusco.
Sus atributos eran el tridente, el ancla, el hipocampo y los delfines.
La concepción etrusca de este dios es similar al dios romano Neptuno, y por sincretización, al griego Poseidón.

## Representaciones
Su nombre aparece tres veces en el hígado de Piacenza, un modelo de bronce etrusco del siglo III a. C. del hígado de una oveja usado para ritos adivinatorios llamados aruspicina. De ellos, dos veces en la forma abreviada neθ y una vez asociado con Tinia bajo la forma tinsθ neθ. 
También se encuentra su nombre entre diferentes dioses a los que van dedicados las oraciones sobre las envolturas de lino de la denominada momia de Zagreb. Allí se le invocaba de la siguiente manera: "Flere neθunssl un mlaχ nunθen", es decir, "Divinidad de Nethuns, a ti que eres bueno, te invoco".
Como dios tutelar, aparece con un tocado de Ketos (monstruo marino). En una moneda de Vetulonia (c. 215 – 211 a. C.), una de las dodecápolis etruscas, en el norte de Etruria, se le representa con su tridente entre dos delfines.
Nethuns también está grabado en un espejo etrusco de bronce conservado en el Museo Gregoriano Etrusco del Vaticano.